# Dirty Papy
Pour plus de détails, voir Fiche technique et Distribution.
Dirty Papy ou Sale Grand-père au Québec (Dirty Grandpa) est une comédie américaine réalisée par Dan Mazer, sortie en 2016.

## Fiche technique
- Titre original : Dirty Grandpa
- Titre français : Dirty Papy
- Titre québécois : Sale Grand-père
- Réalisation : Dan Mazer
- Scénario : John Phillips
- Décors : William Arnold
- Costumes : Christie Wittenborn
- Directeur de la photographie : Eric Alan Edwards
- Montage : Anne McCabe
- Musique : Michael Andrews
- Production : Jason Barrett, Bill Block, Barry Josephson et Michael Simkin
- Sociétés de production : Lionsgate, Bill Block Media, Josephson Entertainment et QED International (coproductions)
- Société de distribution : Lionsgate (États-Unis) ; VVS Films (Québec) ; Metropolitan FilmExport (France)
- Pays d'origine :  États-Unis
- Langue originale : anglais
- Genre : comédie
- Durée : 102 minutes
- Date de sortie : 
  -  États-Unis,  Québec : 22 janvier 2016
  -  France : 3 février 2016
- Classification : 
  -  France : Tous public avec Avertissement

## Distribution
- Robert De Niro (VF : Jacques Frantz ; VQ : Jean-Marie Moncelet) : Dick Kelly, le grand père de Jason
- Zac Efron (VF : Axel Kiener ; VQ : Nicolas Charbonneaux-Collombet) : Jason Kelly
- Zoey Deutch (VF : Ingrid Donnadieu ; VQ : Stéfanie Dolan) : Shadia
- Jeffrey Bowyer-Chapman (VF : Diouc Koma ; VQ : Alexandre L'Heureux) : Bradley, ami gay de Shadia et Lénore
- Aubrey Plaza (VF : Olivia Luccioni ; VQ : Bianca Gervais) : Lenore
- Julianne Hough (VF : Diane Dassigny ; VQ : Mélanie Laberge) : Meredith Goldstein, la fiancée de Jason
- Dermot Mulroney (VF : Renaud Marx ; VQ : Daniel Picard) : David Kelly, le père de Jason
- Adam Pally (VF : Benjamin Pascal ; VQ : Jean-Philippe Baril Guérard) : Nick
- Jason Mantzoukas (VF : Laurent Morteau ; VQ : Martin Desgagné) : Wally
- Danny Glover (VF : Richard Darbois ; VQ : Guy Nadon) : Stinky, l'ancien pote de Dick au Vietnam
- Mo Collins (VF : Odile Schmitt ; VQ : Linda Roy) : l'officier Finch
- Brandon Mychal Smith (VF : Jean-Michel Vaubien ; VQ : Gabriel Lessard) : Tyrone
- Henry Zebrowski (en) (VQ : Michel M. Lapointe) : l'officier Reiter
- Deena Dill (en) : Dina Cougar
- Jake Picking (en) (VF : Valéry Schatz ; VQ ; Alexandre Fortin) : Cody

 Source et légende : version française (VF) sur RS Doublage

## Production

### Tournage
Le tournage a démarré le 5 janvier 2015 à Atlanta, et se poursuit en Floride[réf. nécessaire].
Le film est un échec.

## Distinctions

### Nominations
- Razzie Awards 2017 : 
  - Pire film
  - Pire acteur pour Robert De Niro
  - Pire second rôle féminin pour Julianne Hough et Aubrey Plaza
  - Pire scénario pour John M. Phillips